# 해저 터널

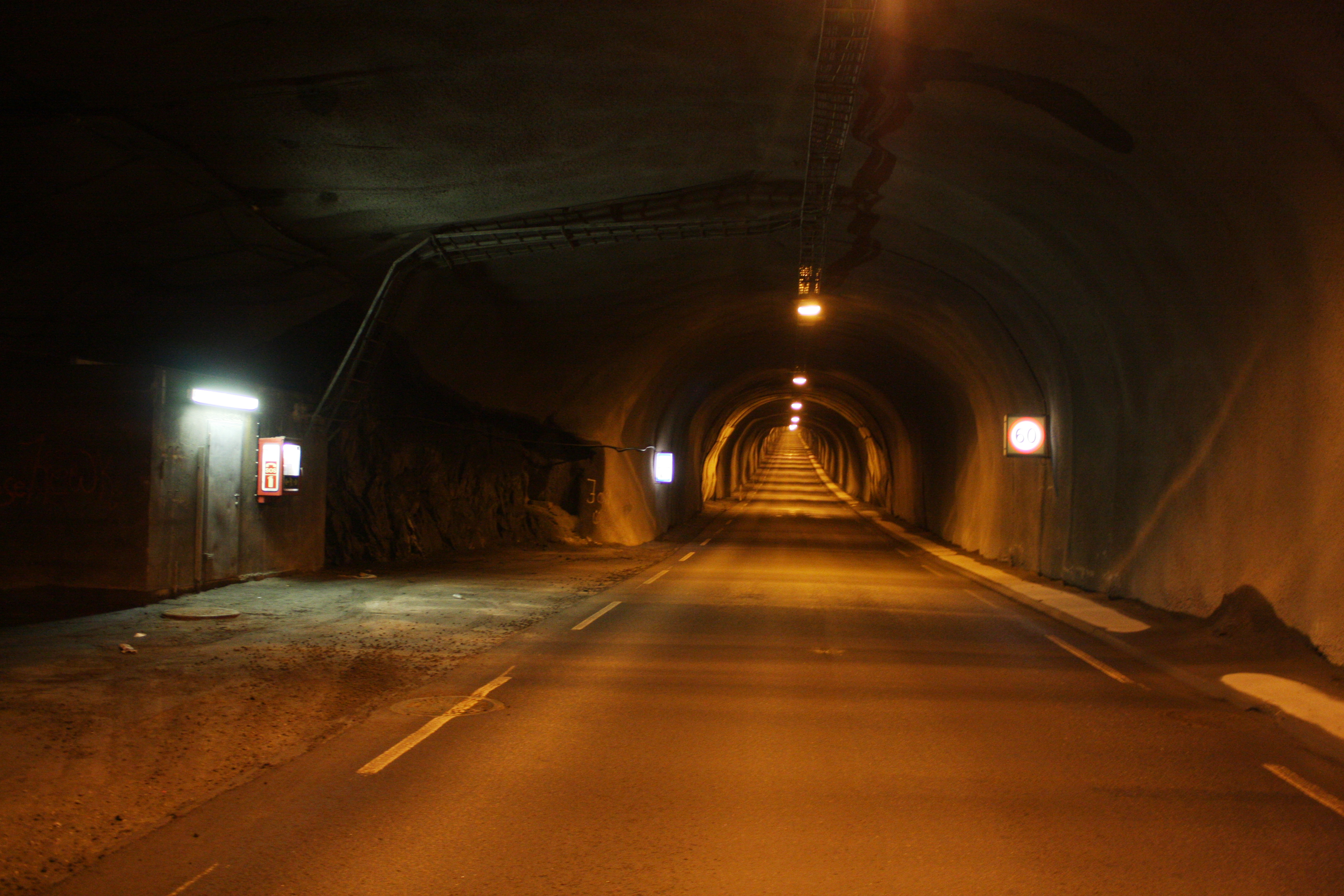
노르웨이의 해저 터널

해저 터널(문화어: 물밑굴)은 해저에 만든 터널이다.

## 개요
해저 터널이 가장 많은 곳은 일본으로, 도쿄만 아쿠아라인, 세이칸 터널, 신칸몬 터널 등이 있다. 2개 이상의 국가를 잇는 해저 터널로는 덴마크와 스웨덴을 잇는 외레순 다리, 영국과 프랑스를 잇는 채널 터널, 에스토니아과 핀란드를 잇는 헬싱키-탈린 터널 등이 있다. 대한민국에는 경상남도 통영시에 통영해저터널이 있고, 부산광역시 강서구 가덕도동과 경상남도 거제시 장목면을 잇는 거가대교에 가덕해저터널이 있으며, 수도권제2순환고속도로 인천 ~ 김포 구간에 인천북항터널이 있다. 국도 제77호선 중 충청남도 보령시 대천항과 원산도를 잇는 구간에는 보령해저터널이 있으며, 대한민국에서 가장 긴 해저 터널이다.
세계 최초의 해저 터널은 1910년에 지어진 이스트강 터널이며, 동양 최초의 해저 터널은 1932년에 지어진 통영해저터널이다. 사실 서울특별시에서 해저터널이 있긴 한데 대표적으로 5호선 마포역과 여의나루역 부분과 분당선의 압구정로데오역과 서울숲역이 대표적이다.

## 장점

### 다리 대비
다리에 비해 장점이라 할 수 있는 부분은 선박이 지날 수 있다는 것이다. 낮은 다리를 선박이 통과하려면 다리 상판을 열어야 하는데 이로 인해 교통정체가 발생할 수 있다. 반면 너무 높은 다리는 미관상 보기 좋지 않으며 건설비가 비싸다는 단점이 있다. 또한, 다리는 날씨의 영향으로 통행이 불가능한 일이 발생할 수 있다.

## 단점
자칫 해저터널이 무너지는 순간 물이 애써 만들었던 지하 터널에 스며들어 다시 짓어야 하는 힘든 일을 거쳐야 하고, 특히나 만약 지하철이나 기차나 자동차가 해저터널을 지나가는 도중에 물이 침수되는 순간 큰 사고가 날 수 있다.

## 같이 보기
- 침매터널